# Логан (Юта)
Логан (англ. Logan) — місто (англ. city) в США, в окрузі Кеш штату Юта. Населення — 52 778 осіб (2020).

## Географія
Логан розташований за координатами 41°44′25″ пн. ш. 111°50′30″ зх. д. / 41.74028° пн. ш. 111.84167° зх. д. (41.740256, -111.841764). За даними Бюро перепису населення США в 2010 році місто мало площу 47,98 км², з яких 46,46 км² — суходіл та 1,52 км² — водойми.

### Клімат
| Клімат : Логан          | Клімат : Логан | Клімат : Логан | Клімат : Логан | Клімат : Логан | Клімат : Логан | Клімат : Логан | Клімат : Логан | Клімат : Логан | Клімат : Логан | Клімат : Логан | Клімат : Логан | Клімат : Логан | Клімат : Логан |
| Показник                | Січ.           | Лют.           | Бер.           | Квіт.          | Трав.          | Черв.          | Лип.           | Серп.          | Вер.           | Жовт.          | Лист.          | Груд.          | Рік            |
| Абсолютний максимум, °C | 15,6           | 19,4           | 23,3           | 28,9           | 33,3           | 37,2           | 40,0           | 38,9           | 37,2           | 30,0           | 21,7           | 19,4           | 40,0           |
| Середній максимум, °C   | −0,6           | 2,7            | 9,2            | 14,8           | 20,1           | 26,1           | 31,3           | 30,6           | 24,6           | 17,3           | 7,4            | 0,7            | 15,3           |
| Середній мінімум, °C    | −10,7          | −8,4           | −3,1           | 1,0            | 5,4            | 9,2            | 12,7           | 11,9           | 6,8            | 0,8            | −4,3           | −9,8           | 0,9            |
| Абсолютний мінімум, °C  | −31,7          | −33,9          | −24,4          | −12,2          | −6,7           | −1,7           | 3,9            | 1,1            | −5,6           | −14,4          | −23,3          | −34,4          | −34,4          |
| Норма опадів, мм        | 34             | 36             | 47             | 50             | 54             | 32             | 23             | 24             | 39             | 45             | 35             | 35             | 454            |
| Днів з опадами          | 9,9            | 9,3            | 9,7            | 10,0           | 10,5           | 5,9            | 5,0            | 4,8            | 6,2            | 7,0            | 9,0            | 9,1            | 96,4           |
| Днів зі снігом          | 5,0            | 2,9            | 1,8            | 0,8            | 0              | 0              | 0              | 0              | 0              | 0,4            | 1,5            | 4,0            | 16,4           |
| ----------------------- | -------------- | -------------- | -------------- | -------------- | -------------- | -------------- | -------------- | -------------- | -------------- | -------------- | -------------- | -------------- | -------------- |
| Джерело: NOAA           |                |                |                |                |                |                |                |                |                |                |                |                |                |

## Демографія
Згідно з переписом 2010 року, у місті мешкали 48 174 особи в 15 828 домогосподарствах у складі 10 404 родин. Густота населення становила 1004 особи/км². Було 16790 помешкань (350/км²).
Расовий склад населення:
| - 83,9 % — білих - 3,3 % — азіатів - 1,0 % — корінних американців - 1,0 % — чорних або афроамериканців - 0,5 % — вихідців з тихоокеанських островів - 8,0 % — осіб інших рас |

До двох чи більше рас належало 2,3 %. Частка іспаномовних становила 13,9 % від усіх жителів.
За віковим діапазоном населення розподілялося таким чином: 24,6 % — особи молодші 18 років, 69,1 % — особи у віці 18—64 років, 6,3 % — особи у віці 65 років та старші. Медіана віку мешканця становила 24,2 року. На 100 осіб жіночої статі у місті припадало 97,3 чоловіків; на 100 жінок у віці від 18 років та старших — 95,5 чоловіків також старших 18 років.
Середній дохід на одне домашнє господарство становив 51 097 доларів США (медіана — 36 032), а середній дохід на одну сім'ю — 57 039 доларів (медіана — 42 497). Медіана доходів становила 31 844 долари для чоловіків та 27 004 долари для жінок. За межею бідності перебувало 26,5 % осіб, у тому числі 27,2 % дітей у віці до 18 років та 5,6 % осіб у віці 65 років та старших.
Цивільне працевлаштоване населення становило 24 835 осіб. Основні галузі зайнятості: освіта, охорона здоров'я та соціальна допомога — 27,7 %, виробництво — 17,4 %, роздрібна торгівля — 13,5 %, науковці, спеціалісти, менеджери — 11,7 %.

## Персоналії
- Джон Гілберт (1897-1936) — американський актор часів німого кіно.